# Lyrocarpa coulteri
Lyrocarpa es un género monotípico de plantas fanerógamas perteneciente a la familia Brassicaceae. Su única especie: Lyrocarpa coulteri, es originaria de Estados Unidos.

## Taxonomía
Lyrocarpa coulteri fue descrita por Hook. & Harv. y publicado en London Journal of Botany 4: 76–77, pl. 4. 1845.
Sinonimia
- Lyrocarpa coulteri var. apiculata Rollins
- Lyrocarpa coulteri var. coulteri
- Lyrocarpa coulteri var. palmeri (S. Watson) Rollins
- Lyrocarpa palmeri S. Watson